# Final del Torneo Apertura 2012 (Chile)
La final del Torneo Apertura 2012 de la Primera División de Chile fue una serie de partidos de fútbol, de ida y vuelta, que se disputaron los días 28 de junio y 2 de julio de 2012 y que definió al primer campeón del año del fútbol en Chile. La disputaron los ganadores de las semifinales del torneo: Universidad de Chile y O'Higgins y cuya localía en el primer partido se definió de acuerdo a lo preceptuado en el art. 94 de las bases del campeonato.
El ganador del torneo fue Universidad de Chile, que se consagró campeón al ganar 2-0 mediante lanzamientos penales, después de haber empatado 3-3 en el marcador global y obtuvo el decimosexto título nacional en su historia futbolística. Además, clasificó a la Copa Libertadores 2013 como Chile 1.

## Antecedentes
Desde que se instauró el sistema de campeonatos cortos con play offs en 2002, Universidad de Chile jugó su séptima final y de las seis anteriores, en cuatro fue campeón (Apertura 2004, Apertura 2009, Apertura 2011 y Clausura 2011). En tanto, O'Higgins jugó su primera final, sin embargo en dos ocasiones estuvo a punto de llegar a la final (Clausura 2006 y Apertura 2011).
Ambos elencos se enfrentaron por primera vez en una final, aunque si lo hicieron por play offs. El antecedente anterior data del Apertura 2011, donde el elenco Azul aplastó al Capo de Provincia en semifinales por un marcador global de 8-1 (1-0 en la ida y 7-1 en la revancha).
Como dato anecdótico, Universidad de Chile obtuvo por primera vez un tricampeonato, marca que solo habían conseguido hasta antes de la final Magallanes y su archirrival Colo-Colo, con lo que logró un año y medio plagado de éxitos futbolísticos.

## Sedes
| Rancagua                       | Santiago                       |
| ------------------------------ | ------------------------------ |
| Estadio El Teniente            | Estadio Nacional               |
| Capacidad: 14 500 espectadores | Capacidad: 49 000 espectadores |
|                                |                                |

## Llave
|                                | vs.                 |
| Universidad de Chile 3 (2) 1 2 | O'Higgins 3 (0) 2 1 |

## Camino a la Final

### Universidad de Chile
| Universidad de Chile avanzó a play offs, primero en la fase regular con 40 puntos. |                  |                                                            |                      |       |                      |
| 27 de mayo                                                                         | Cuartos de final | Estadio Municipal de Calama, Calama                        | Cobreloa             | 0 - 2 | Universidad de Chile |
| 11 de junio                                                                        | Cuartos de final | Estadio Nacional Julio Martínez Prádanos, Santiago (Ñuñoa) | Universidad de Chile | 2 - 1 | Cobreloa             |
| Universidad de Chile avanzó a semifinales con un global de 4-1.                    |                  |                                                            |                      |       |                      |
| 17 de junio                                                                        | Semifinal        | Estadio Monumental, Santiago (Macul)                       | Colo-Colo            | 2 - 0 | Universidad de Chile |
| 24 de junio                                                                        | Semifinal        | Estadio Nacional Julio Martínez Prádanos, Santiago (Ñuñoa) | Universidad de Chile | 4 - 0 | Colo-Colo            |
| Universidad de Chile avanzó a la final con un global de 4-2.                       |                  |                                                            |                      |       |                      |

### O'Higgins
| O'Higgins avanzó a play offs, segundo en la fase regular con 35 puntos.                                       |                  |                                                               |                     |       |                     |
| 24 de mayo | Cuartos de final | Estadio Municipal Nicolás Chahuán Nazar, La Calera            | Unión La Calera     | 0 - 1 | O'Higgins           |
| 27 de mayo | Cuartos de final | Estadio El Teniente, Rancagua                                 | O'Higgins           | 3 - 2 | Unión La Calera     |
| O'Higgins avanzó a semifinales con un global de 4-2.                                                          |                  |                                                               |                     |       |                     |
| 16 de junio                                                                                                   | Semifinal        | Estadio Santa Laura-Universidad SEK, Santiago (Independencia) | Club Unión Española | 1 - 0 | O'Higgins           |
| 23 de junio                                                                                                   | Semifinal        | Estadio El Teniente, Rancagua                                 | O'Higgins           | 2 - 1 | Club Unión Española |
| O'Higgins avanzó a la final por haber obtenido la mejor ubicación en la tabla general y con un global de 2-2. |                  |                                                               |                     |       |                     |

## Partido de ida
| 31    | POR   | Luis Marín          |       |  |
| 8     | DEF   | Yerson Opazo        |       |  |
| 3     | DEF   | Nelson Saavedra     |       |  |
| 5     | DEF   | Julio Barroso       |       |  |
| 24    | DEF   | Alejandro López     |       |  |
| 20    | MED   | Rodrigo Rojas       |       |  |
| 16    | MED   | Claudio Meneses     |       |  |
| 14    | MED   | Ramón Fernández     | 90+1' |  |
| 11    | DEL   | Luis Pedro Figueroa | 87'   |  |
| 10    | DEL   | Enzo Gutiérrez      |       |  |
| 21    | DEL   | Boris Sagredo       | 75'   |  |
| D. T. | D. T. | Eduardo Berizzo     |       |  |

| 25    | POR   | Johnny Herrera   |     |
| 14    | DEF   | Paulo Magalhães  |     |
| 4     | DEF   | Osvaldo González |     |
| 13    | DEF   | José Rojas       |     |
| 3     | DEF   | Eugenio Mena     |     |
| 6     | MED   | Matías Rodríguez |     |
| 21    | MED   | Marcelo Díaz     |     |
| 20    | MED   | Charles Aránguiz |     |
| 8     | MED   | Guillermo Marino |     |
| 7     | DEL   | Ángelo Henríquez | 65' |
| 9     | DEL   | Junior Fernandes |     |
| D. T. | D. T. | Jorge Sampaoli   |     |

| 15 | MED | César Fuentes    | 75'   |
| 13 | MED | Nelson Rebolledo | 87'   |
| 7  | DEL | Guillermo Suárez | 90+1' |

| 18 | DEL | Luis Felipe Gallegos | 65' |

| Anotado | 1'  | Rodrigo Rojas   |
| Anotado | 71' | Alejandro López |

| Anotado | 28' | Guillermo Marino |

| Amonestado | 54' | Guillermo Marino |

| Árbitro             | Jorge Osorio   |
| Árbitros asistentes | Juan Maturana  |
| Árbitros asistentes | Julio Díaz     |
| Cuarto árbitro      | Eduardo Gamboa |

| 31    | POR   | Luis Marín          |       |  |
| 8     | DEF   | Yerson Opazo        |       |  |
| 3     | DEF   | Nelson Saavedra     |       |  |
| 5     | DEF   | Julio Barroso       |       |  |
| 24    | DEF   | Alejandro López     |       |  |
| 20    | MED   | Rodrigo Rojas       |       |  |
| 16    | MED   | Claudio Meneses     |       |  |
| 14    | MED   | Ramón Fernández     | 90+1' |  |
| 11    | DEL   | Luis Pedro Figueroa | 87'   |  |
| 10    | DEL   | Enzo Gutiérrez      |       |  |
| 21    | DEL   | Boris Sagredo       | 75'   |  |
| D. T. | D. T. | Eduardo Berizzo     |       |  |

| 25    | POR   | Johnny Herrera   |     |
| 14    | DEF   | Paulo Magalhães  |     |
| 4     | DEF   | Osvaldo González |     |
| 13    | DEF   | José Rojas       |     |
| 3     | DEF   | Eugenio Mena     |     |
| 6     | MED   | Matías Rodríguez |     |
| 21    | MED   | Marcelo Díaz     |     |
| 20    | MED   | Charles Aránguiz |     |
| 8     | MED   | Guillermo Marino |     |
| 7     | DEL   | Ángelo Henríquez | 65' |
| 9     | DEL   | Junior Fernandes |     |
| D. T. | D. T. | Jorge Sampaoli   |     |

| 15 | MED | César Fuentes    | 75'   |
| 13 | MED | Nelson Rebolledo | 87'   |
| 7  | DEL | Guillermo Suárez | 90+1' |

| 18 | DEL | Luis Felipe Gallegos | 65' |

| Anotado | 1'  | Rodrigo Rojas   |
| Anotado | 71' | Alejandro López |

| Anotado | 28' | Guillermo Marino |

| Amonestado | 54' | Guillermo Marino |

| Árbitro             | Jorge Osorio   |
| Árbitros asistentes | Juan Maturana  |
| Árbitros asistentes | Julio Díaz     |
| Cuarto árbitro      | Eduardo Gamboa |

## Partido de vuelta
| 25    | POR   | Johnny Herrera     | Jugador del partido |  |
| 6     | DEF   | Matías Rodríguez   | 89'                 |  |
| 4     | DEF   | Osvaldo González   |                     |  |
| 13    | DEF   | José Rojas         |                     |  |
| 3     | DEF   | Eugenio Mena       |                     |  |
| 20    | MED   | Charles Aránguiz   |                     |  |
| 21    | MED   | Marcelo Díaz       |                     |  |
| 8     | MED   | Guillermo Marino   |                     |  |
| 7     | DEL   | Ángelo Henríquez   | 70'                 |  |
| 9     | DEL   | Junior Fernandes   |                     |  |
| 22    | DEL   | Gustavo Lorenzetti | 79'                 |  |
| D. T. | D. T. | Jorge Sampaoli     |                     |  |

| 31    | POR   | Luis Marín          |     |
| 8     | DEF   | Yerson Opazo        |     |
| 3     | DEF   | Nelson Saavedra     |     |
| 5     | DEF   | Julio Barroso       |     |
| 24    | DEF   | Alejandro López     |     |
| 16    | MED   | Claudio Meneses     |     |
| 20    | MED   | Rodrigo Rojas       |     |
| 14    | MED   | Ramón Fernández     | 83' |
| 11    | DEL   | Luis Pedro Figueroa | 77' |
| 10    | DEL   | Enzo Gutiérrez      |     |
| 21    | DEL   | Boris Sagredo       | 54' |
| D. T. | D. T. | Eduardo Berizzo     |     |

| 17 | DEL | Raúl Ruidíaz         | 70' |
| 18 | DEL | Luis Felipe Gallegos | 79' |
| 15 | MED | Roberto Cereceda     | 89' |

| 13 | MED | Nelson Rebolledo | 54' |
| 7  | DEL | Guillermo Suárez | 77' |
| 15 | MED | César Fuentes    | 83' |

| Anotado · Penal | 65'   | Charles Aránguiz |
| Anotado         | 90+2' | Guillermo Marino |

| Anotado · Penal | 30' | Ramón Fernández |

|                  |                | 0:0 | Fallo de penal (Atajado) | Rodrigo Rojas    |
| Charles Aránguiz | Anotado        | 1:0 |                          |                  |
|                  |                | 1:0 | Fallo de penal           | Guillermo Suárez |
| Marcelo Díaz     | Fallo de penal | 1:0 |                          |                  |
|                  |                | 1:0 | Fallo de penal           | Yerson Opazo     |
| Raúl Ruidíaz     | Anotado        | 2:0 |                          |                  |
|                  |                | 2:0 | Fallo de penal (Atajado) | Enzo Gutiérrez   |

| Amonestado | 30' | Johnny Herrera   |
| Amonestado | 32' | Marcelo Díaz     |
| Amonestado | 32' | Matías Rodríguez |
| Amonestado | 33' | Charles Aránguiz |

| Amonestado | 5'  | Claudio Meneses  |
| Amonestado | 39' | Nelson Saavedra  |
| Amonestado | 58' | Yerson Opazo     |
| Amonestado | 83' | Enzo Gutiérrez   |
| Amonestado | 88' | Guillermo Suárez |

| Expulsado | 52' | José Rojas |

| Expulsado | 51' | Julio Barroso |

| Árbitro             | Enrique Osses     |
| Árbitros asistentes | Francisco Mondría |
| Árbitros asistentes | Carlos Astroza    |
| Cuarto árbitro      | Patricio Polic    |

| 25    | POR   | Johnny Herrera     | Jugador del partido |  |
| 6     | DEF   | Matías Rodríguez   | 89'                 |  |
| 4     | DEF   | Osvaldo González   |                     |  |
| 13    | DEF   | José Rojas         |                     |  |
| 3     | DEF   | Eugenio Mena       |                     |  |
| 20    | MED   | Charles Aránguiz   |                     |  |
| 21    | MED   | Marcelo Díaz       |                     |  |
| 8     | MED   | Guillermo Marino   |                     |  |
| 7     | DEL   | Ángelo Henríquez   | 70'                 |  |
| 9     | DEL   | Junior Fernandes   |                     |  |
| 22    | DEL   | Gustavo Lorenzetti | 79'                 |  |
| D. T. | D. T. | Jorge Sampaoli     |                     |  |

| 31    | POR   | Luis Marín          |     |
| 8     | DEF   | Yerson Opazo        |     |
| 3     | DEF   | Nelson Saavedra     |     |
| 5     | DEF   | Julio Barroso       |     |
| 24    | DEF   | Alejandro López     |     |
| 16    | MED   | Claudio Meneses     |     |
| 20    | MED   | Rodrigo Rojas       |     |
| 14    | MED   | Ramón Fernández     | 83' |
| 11    | DEL   | Luis Pedro Figueroa | 77' |
| 10    | DEL   | Enzo Gutiérrez      |     |
| 21    | DEL   | Boris Sagredo       | 54' |
| D. T. | D. T. | Eduardo Berizzo     |     |

| 17 | DEL | Raúl Ruidíaz         | 70' |
| 18 | DEL | Luis Felipe Gallegos | 79' |
| 15 | MED | Roberto Cereceda     | 89' |

| 13 | MED | Nelson Rebolledo | 54' |
| 7  | DEL | Guillermo Suárez | 77' |
| 15 | MED | César Fuentes    | 83' |

| Anotado · Penal | 65'   | Charles Aránguiz |
| Anotado         | 90+2' | Guillermo Marino |

| Anotado · Penal | 30' | Ramón Fernández |

|                  |                | 0:0 | Fallo de penal (Atajado) | Rodrigo Rojas    |
| Charles Aránguiz | Anotado        | 1:0 |                          |                  |
|                  |                | 1:0 | Fallo de penal           | Guillermo Suárez |
| Marcelo Díaz     | Fallo de penal | 1:0 |                          |                  |
|                  |                | 1:0 | Fallo de penal           | Yerson Opazo     |
| Raúl Ruidíaz     | Anotado        | 2:0 |                          |                  |
|                  |                | 2:0 | Fallo de penal (Atajado) | Enzo Gutiérrez   |

| Amonestado | 30' | Johnny Herrera   |
| Amonestado | 32' | Marcelo Díaz     |
| Amonestado | 32' | Matías Rodríguez |
| Amonestado | 33' | Charles Aránguiz |

| Amonestado | 5'  | Claudio Meneses  |
| Amonestado | 39' | Nelson Saavedra  |
| Amonestado | 58' | Yerson Opazo     |
| Amonestado | 83' | Enzo Gutiérrez   |
| Amonestado | 88' | Guillermo Suárez |

| Expulsado | 52' | José Rojas |

| Expulsado | 51' | Julio Barroso |

| Árbitro             | Enrique Osses     |
| Árbitros asistentes | Francisco Mondría |
| Árbitros asistentes | Carlos Astroza    |
| Cuarto árbitro      | Patricio Polic    |

## Campeón
| Chile                           |
| Universidad de Chile 16º Título |

| Predecesor: Clausura 2011 | Final de la Primera División de Chile Torneo Apertura 2012 | Sucesor: Clausura 2012 |